# Malunga
Malunga é um arco musical de corda única tocado pelos sidis da Índia, que são descendentes de imigrantes da África Oriental. Ele produz dois tons, separados por uma oitava, e a junta da mão que sustenta o instrumento pode ser pressionada contra a corda para variar o tom. É golpeado com um bastão e, como no berimbau do Brasil, a mão que segura o bastão também segura um chocalho (no caso do malunga, o mai misra). O malunga tem um ressonador de cabaça que amplifica o som do instrumento. A colocação deste chocalho ao longo da corda também varia o tom produzido pelo malunga.

## Construção
O arco é feito de cana de bambu de núcleo sólido e a corda é feita de três fios torcidos de tripa. O ressonador de cabaça é feito de casca de coco e é uma parte móvel do instrumento.

## Importância cultural
O malunga é um dos instrumentos usados nas práticas religiosas dos sidis na Índia. Este instrumento é um dos poucos que ainda existem que podem ser tocados, embora tenha ficado mais escasso.